# Cladun: This is an RPG
Cladun: This Is an RPG (クラシックダンジョン ～扶翼の魔装陣～?, Classic Dungeon: Fuyoku no masōjin) è un videogioco di ruolo del 2010 sviluppato da System Prisma e pubblicato da Nippon Ichi Software per PlayStation Portable. Il gioco ha ricevuto due seguiti: Cladun X2 e Cladun Returns: This is Sengoku!.